# Taavi Kassila
Taavi Kassila, född 6 oktober 1953 i Helsingfors, är en finsk författare, regissör och skådespelare. Han är son till Matti Kassila och Aino Mantsas.
Kassila har bland annat skrivit en biografi om den mytomspunne finske rånaren Matti Markkanen.